# Paranurus
Paranurus is een geslacht van kevers uit de familie van de loopkevers (Carabidae). De wetenschappelijke naam van het geslacht is voor het eerst geldig gepubliceerd in 1901 door Tschitscherine.

## Soorten
Het geslacht Paranurus omvat de volgende soorten:
- Paranurus dilaticeps (Chaudoir, 1865)
- Paranurus macleayi (Sloane, 1895)
- Paranurus petri Tschitscherine, 1901